# Seznam francoskih ragbistov
Seznam francoskih ragbistov.

## B
- Serge Betsen
- Serge Blanco